# Лерой Баррелл
Лерой Баррелл (англ. Leroy Burrell; нар. 21 лютого 1967, Філадельфія, Пенсільванія, США) — американський легкоатлет, що спеціалізується на спринті, олімпійський чемпіон 1992 року, дворазовий чемпіон світу.

## Кар'єра
| Рік             | Змагання         | Місто               | Місце           | Дисципліна            | Примітки        |
| Представник США | Представник США  | Представник США     | Представник США | Представник США       | Представник США |
| --------------- | ---------------- | ------------------- | --------------- | --------------------- | --------------- |
| 1991            | Чемпіонат світу  | Токіо, Японія       | 2               | біг на 100 метрів     | 9.88            |
| 1991            | Чемпіонат світу  | Токіо, Японія       | 6 (чвертьфінал) | біг на 200 метрів     | 21.21           |
| 1991            | Чемпіонат світу  | Токіо, Японія       | 1               | естафета 4×100 метрів | 37.50           |
| 1992            | Олімпійські ігри | Барселона, Іспанія  | 5               | біг на 100 метрів     | 10.10           |
| 1992            | Олімпійські ігри | Барселона, Іспанія  | 1               | естафета 4×100 метрів | 37.40           |
| 1993            | Чемпіонат світу  | Штутгарт, Німеччина | 1               | біг на 200 метрів     | 37.48           |